# Pavel Matuška
Pavel Matuška (* 14. února 1944, Třebechovice pod Orebem) je karikaturista, malíř, ilustrátor, grafik a řezbář. Je členem Unie výtvarných umělců v Hradci Králové, byl členem České unie karikaturistů. Je držitelem čestného titulu HUDr. (Doctor humoris causa).

## Život
V roce 1962 maturoval na SPŠ strojní v Rychnově nad Kněžnou. Po ukončení základní vojenské služby se jako konstruktér vrátil do svého prvního zaměstnání ve Fotochemě v Hradci Králové, kde od roku 1967 pracoval jako výtvarník propagace. Další zkušenosti pak sbíral v reklamních odděleních královéhradeckých podniků REAG, Strojobal a Čs. hudební nástroje. V letech 1977–1979 absolvoval Studium teorie a praxe grafiky novin a časopisů při Fakultě žurnalistiky UK v Praze. Výtvarníkem na volné noze v oboru reklamní grafiky, ilustrace a kresleného humoru se stal v roce 1984. Žije a tvoří v Třebechovicích pod Orebem.
Jeho zálibou je cestování, turistika a fotografování. Uskutečnil mnoho poznávacích cest po celém světě (např. Ghana, Mali, Nikaragua, Austrálie, Kuba).

## Dílo
Kreslený humor publikoval od roku 1981 v domácích novinách a časopisech (např. Mladý svět, Dikobraz, Květy, Stadión, Práce, Lidová demokracie, Technický magazín, ŠKRT, KUK, Podvobraz). Jeho kresby po léta otiskoval švýcarský humoristický týdeník Nebelspalter. Kromě kreslených vtipů dělá i karikatury-portréty známých osobností z Čech a ze světa s charakteristickými znaky a atributy jejich nositelů. Jeho práce jsou zastoupeny ve sbírkách pořadatelů mnoha mezinárodních soutěží a festivalů kresleného humoru, na kterých také získal řadu ocenění (např. Japonsko, Itálie, Francie, Belgie, Kanada, Chorvatsko, Turecko, Írán, Rusko, Peru, Srbsko, Slovensko). Četná ocenění získal i na domácích soutěžích a přehlídkách (např. EMIL - Stadión Praha, Humorest Hradec Králové, Bienále Písek).
Ilustroval několik knih. Je spoluautorem knihy Třebechovický Proboštův betlém: sbírky Třebechovického muzea betlémů (obálka a grafická úprava knihy, 2004, ISBN 80-900865-0-0). V roce 1990 vydal vlastní knihu kresleného humoru Žiju, povolení mám (ISBN 80-7046-039-3), v roce 2006 velkou monografii Usmívání - kresba / malba / řezba (ISBN 80-239-6819-X) a v roce 2015 její pokračování Usmívání 2 (ISBN 978-80-904983-8-9). Další pokračování Usmívání 3 (ISBN 978-80-87363-32-4) pak vydal v roce 2019 jako katalog k výstavě, která proběhla v Galerii Kinský v Novém zámku v Kostelci n. Orlicí. V roce 2023 vydal knihu portrétů známých osobností Galerka: Důvěrné portréty známých osobností (ISBN 978-80-87363-53-9). Jeho kreslené vtipy byly rovněž publikovány v knihách:
- 100x pojištěný úsměv, Praha, Česká státní pojišťovna / Novinář, 1982
- Vádemékum pro každou životní situaci aneb Průvodce životem: Od kočárku do důchodu, Praha, Česká státní pojišťovna / Novinář, 1984
- Humorem ke zdraví, Praha, Olympia, 1986
- Budoucnost je v pojištění, Praha, Česká státní pojišťovna / Československá redakce VN MON / Novinář, 1988
- Veletucet = 144 x Barták, Holý, Hrubý, Jiránek, Matuška, Nepraš, Renčín, Slíva v Technickém magazínu, Praha, SNTL, 1988[17]
- Krakonoše si představuje každý jinak, Praha, Česká státní pojišťovna ve vydavatelství Novinář a NVT MON, 1988
- Miroslav Rampa, Josef Rodr: Jdi domů, Ivane!, Hradec Králové, Vydavatelství a nakladatelství novinářů, 1990, ISBN 80-900233-0-4
- Jaderný humor, Praha, Nuklin, 1992, ISBN 80-7073-042-0
- Světlo a teplo pro váš dům, České Budějovice, Agentura CéBé, 1993, ISBN 80-900836-1-7
- Vladimír Sainer: Koniny ... a taky blbiny, Praha, Nejmenší Nezávislé Nakladatelství, 1996, ISBN 80-901526-3-5
- Hlavně, že jsme zdraví!, Praha, Tok, 1999, ISBN 80-86177-05-X
- Prazdroj českého kresleného humoru: Encyklopedie českých karikaturistů, Plzeň, NAVA, 2005, ISBN 80-7211-194-9

Uspořádal více než 90 samostatných výstav výtvarného humoru a zúčastnil se velkého počtu výstav skupinových, spolu s dalšími autory. U příležitosti 150. Salonu kresleného humoru v Malostranské besedě v Praze mu byl v roce 1988 udělen čestný titul HUDr. V roce 2000 uspořádal v Třebechovickém muzeu betlémů výstavu, na které poprvé předvedl i své obrazy. K malování humoru barvami a štětci na malířské plátno se rozhodl poté, co po roce 1989 pomalu přestal být v novinách a časopisech zájem o kreslený humor. Zatímco Matuškovy kreslené vtipy jsou beze slov, jeho malby naopak jsou s vepsaným názvem obrazu a titulek je nutnou součástí hotového díla. Koncem 20. století přidal k malířským potřebám i řezbářská dláta a lipové dřevo a začal dělat betlémy a humorné dřevěné plastiky. Jeho betlém z dubových kmenů se nachází na třebechovickém náměstí a slouží jako poutač pro Třebechovické muzeum betlémů. V letech 2004-2005 vyrobil Patrony náchodského pivovaru. Průběžně dělá na betlému Gloria et Miseria, v němž nesou dary figurky Marilyn Monroeová, Alfred B. Nobel, Alexandre Dumas, Karl Marx a další.

## Ilustrace v knihách
- Ján Majerník, Jiří Baier: O houbách, Praha, Lidové nakladatelství, 1984 (druhé, rozšířené vydání této knihy vydalo Lidové nakladatelství v roce 1987 pod názvem Koření; Houby; Víno: 3x ke specialitám sovětské kuchyně)
- Vojtěch Steklač: Televizní muž, Praha, Práce, 1987
- Eduard Světlík: Benefice: hříčky, básně, epigramy, Praha, Československý spisovatel, 1987
- Jiří Čihař: Údolí moudrých hlav, Hradec Králové, Kruh, 1988
- Ivo Zapletal: Myslivecká latina, Praha, Práce, 1989
- Miroslav Brůna: Epidemie, Hradec Králové, Kruh, 1989, ISBN 80-7031-036-7
- Eduard Světlík: Literární projev: Jako obor zájmové umělecké činnosti, Praha, Ústav pro kulturně výchovnou činnost, 1989, ISBN 80-7068-008-3
- Kolektiv autorů: Počítačové hry: informace pro uživatele mikropočítačů, Praha, Mladá fronta, 1989, ISBN 80-204-0100-8
- Miloň Čepelka: Pět nocí k úplňku: verše pětadvaceti let, Hradec Králové, Kruh, 1990, ISBN 80-7031-108-8
- Kolektiv autorů: Sametová čítanka 1989:sborník literatury, fotografií a kreseb inspirovaný něžnou revolucí, Praha, Melantrich, 1990, ISBN 80-7023-052-5
- Jana Špačková: A teď, babo, raď: Magazín rozhlasového Vysílání pro ženy, Praha, Svět v obrazech, 1991, ISBN 80-85379-13-9 (Díl 1.), ISBN 80-85379-14-7 (Díl 2.)
- Petr Choulík: Zákony byrokracie, Praha, Práce, 1991, ISBN 80-208-0079-4
- Zdeněk Častorál: Nebojte se počítače, Praha, Práce, 1991, ISBN 80-208-0123-5
- Josef Fiala: Novela občanského zákoníku a podnikání ve službách, Praha, Práce, 1992, ISBN 80-208-0247-9
- Václav Richter & spol.: Zahraj to výš!: vejdumky žáků a kantorů, Hradec Králové, VANN, 1994, ISBN 80-900233-4-7
- N. Gregory Mankiw: Zásady ekonomie, Praha, Grada, 1999, ISBN 80-7169-891-1
- Eduard Světlík: Jak zkrotit Pegasa aneb O literární tvorbě s humorem, Praha, Academia, 2002, ISBN 80-200-1042-4
- Bohumil Rada: Manažér fotbalového klubu: (Příběh cesty do pekel...), České Budějovice, Karmášek, 2008, ISBN 978-80-87101-04-9